# Разочарование
Разочарованието е чувство на неудовлетвореност от нереализирани очаквания или надежди. Общото с тъгата при разкаянието, съжалението от нещо вече направено е, че индивидуалните чувства при този вид тъга са насочени основно към личните избори, довели до слаби или лоши резултати, докато индивидуалните чувства при разочарованието са насочени към самия изход, особено при групови резултати. Източник е на психологически стрес. Изследването на причините за разочарованието, степента на цялостното влияние на тази емоция и степента, в която индивидуалните решения са мотивирани от желанието да се избегне, е фокусът на анализа на решенията, като разочарованието е една от двете основни емоции, включени при вземането на решения.